# Georges Couthon
Georges Couthon (Orcet, Puy-de-Dôme, 1755. december 22. – Párizs, 1794. július 28.) – francia jogász, politikus, forradalmi vezető, a törvényhozó nemzetgyűlésben és a Nemzeti Konventben Puy-de-Dôme képviselője, Maximilien de Robespierre barátja és munkatársa. A Közjóléti Bizottság tagjaként kulcsszerepet játszott az 1793–1794-es jakobinus diktatúra irányításában.

## Élete
Az auvergne-i Orcet faluban született. Gyermekkorától izületi bántalmakban szenvedett. A gyógyvizek és iszapkezelések ellenére fokozatosan elvesztette járóképességét és kerekes székbe kényszerült. 1785-ben kezdte meg ügyvédi működését Clermontban.  A köztiszteletben álló clermonti ügyvéd 1786-ban a helyi szabadkőműves páholy tagja lett. A következő évben Auvergne tartományi gyűlésének tagja lett.  
A francia forradalom kitörésekor, 1789-ben jelentette meg L’Aristocrate converti című művét, amelyben még az alkotmányos monarchia hívének mutatkozott. 1791-ben megválasztották a törvényhozó nemzetgyűlés tagjának, ekkor már köztársasági nézeteket vallott. 1792 szeptemberében az újonnan alakult Nemzeti Konventbe is beválasztják, ahol hamarosan a Hegypárthoz csatlakozott és Maximilien de Robespierre követője lett. 1793 elején XVI. Lajos kivégzésére szavazott. 
1793. május 30-án a Közjóléti Bizottság tagja lett, majd 1793 nyarától az ún. triumvirátus (Robespierre, Saint-Just, Couthon), a tíztagú bizottság legbefolyásosabb tagjai közé került. Augusztusban Konvent-megbízottként az ostromlott Lyonba küldték, előbb azonban megyéjében 60 000 önkénteseket toborzott a népi hadseregbe. A royalistákkal szövetkezett girondistáktól 1793. október 9-én foglalták vissza a várost. A Konvent megszavazta Lyon lerombolását, Couthon azonban ezt csak jelképesen volt hajlandó végrehajtani (egy kalapáccsal megkocogtatta az épületek falait „A szabadság nevében lerombollak téged” szavakkal). Ezért november 3-án visszarendelték és Collot d’Herbois-t küldték Lyonba, aki tömeges terrort vezetett ott be. 
A II. év nivôse havában (1793. december 21. – 1794. január 20.) Couthon töltötte be a Konvent elnöki tisztségét. Később Robespierre hű követőjeként részt vett a frakciók felszámolásában és a Legfelsőbb Lény kultuszának létrehozásában. 1794. június 10-én (prairial 22.) ő javasolta a Konventnek a prairiali törvényeket, melyek a forradalmi terrort terjesztették ki. 
A thermidori államcsíny során (1794. július 27-én) Couthont is letartóztatta a Konvent, ő azonban estére kiszabadult és a Robespierre oldalán álló Kommün-csapatok élére állt. Másnap hajnalban azonban a Városházára betörő Konvent-csapatok rajtaütöttek a felkelést tervező robespierre-istákon. Couthon ekkor leesett a lépcsőn és súlyosan megsebesült. Július 28-án (thermidor 10.) végezték ki 21 társával együtt.

## Érdekesség
Saját maga által tervezett, kézzel irányítható kerekes székét a párizsi Carnavalet Múzeum őrzi.